# Croton microphyllinus
Espèce
Croton microphyllinus est une espèce de plantes à fleurs du genre Croton et de la famille des Euphorbiaceae présente dans le sud du Brésil.
Il a pour synonymes :
- Croton erythroxyloides, (Klotzsch) Müll.Arg., 1865
- Timandra erythroxyloides, Klotzsch